# Биэкситон
Биэксито́н — связанное состояние двух экситонов. Фактически представляет собой экситонную молекулу.
Впервые идея о возможности образования экситонной молекулы и некоторые её свойства были описаны независимо С. А. Москаленко и М. А. Лампертом.
Образование биэкситона проявляется в оптических спектрах поглощения в виде дискретных полос, сходящихся в коротковолновую сторону по водородоподобному закону. Из такого строения спектров следует, что возможно образование не только основного, но и возбуждённых состояний биэкситонов.
Стабильность биэкситона должна зависеть от энергии связи самого экситона, отношения эффективных масс электронов и дырок и их анизотропии.
Энергия образования биэкситона меньше удвоенной энергии экситона на величину энергии связи биэкситона.